# Jihlava
Jihlava ([ˈjɪɦlava]; alemany: Iglau) és la capital de la regió de Vysočina (República Txeca). El 2021 tenia 50.523 habitants. Es troba a la riba del riu homònim.